# Фёдоров, Анатолий Павлович
Анатолий Павлович Фёдоров (14 апреля 1941 года, село Сестрёнки, Камышинский район, Сталинградская область, РСФСР — 21 марта 2002, Москва) — космонавт-испытатель (3-й набор ВВС). Полковник авиации запаса. Опыта космических полетов не имел.

## Биография

### Образование и ранние годы
Родился 14 апреля 1941 года в селе Сестрёнки Камышинского района Волгоградской (Сталинградской) области в семье Фёдорова Павла Ивановича, (1908—1979), участника Великой Отечественной войны и Федоровой Марии Егоровны, (1912—1989), которая была медсестрой.
Окончив в 1959 году среднюю школу города Камышин, поступил в Ейское высшее военное авиационное ордена Ленина училище летчиков имени дважды Героя Советского Союза лётчика-космонавта СССР В. М. Комарова (ЕВВАУЛ), которое окончил в 1963 году по специальности «Боевое применение и эксплуатация самолетов» и получил квалификацию «летчик-инженер».

### Служба и Космическая подготовка
С декабря 1963 года после окончания училища служил в ВВС Московского военного округа летчиком 274-го авиационного полка истребителей-бомбардировщиков, а с января 1964 года — старшим летчиком 32-го гвардейского истребительного авиационного полка, который располагался на станции Кубинка.
С мая по июль 1965 года проходил медицинскую комиссию в Центральном военном научно-исследовательском авиационном госпитале (ЦВНИАГ) в отряд космонавтов. 23 октября 1965 года Мандатная комиссия рекомендовала его к зачислению в отряд космонавтов, а 28 октября 1965 года Главком ВВС подписал приказ о его зачислении в 1 отряд Центр подготовки космонавтов (ЦПК ВВС) на должность слушателя-космонавта. В 1967 году окончил полный курс общекосмической подготовки и ему была присвоена квалификация «космонавт-испытатель».
Он проходил подготовку в составе группы космонавтов по программе «Алмаз»:
- со Львом Степановичем Дёминым проходил подготовку к полёту на возвращаемом аппарате в составе экипажа «Союз-15»;
- с Юрием Петровичем Артюхиным и Львом Степановичем с 1971 по апрель 1972 готовился в качестве командира одного из условных экипажей, затем Федоров по состоянию здоровья был заменен Геннадием Васильевичем Сарафановым.

С 1973 года признан не годным к тренировкам.

### Работа в ЦПК ВВС после окончания космической подготовки
- 1974 год — заместитель начальника отдела планирования и контроля подготовки космонавтов штаба;

- 1982 год — начальник 1 отделения, заместитель начальника отдела. Занимался планированием общекосмической подготовки;
- октябрь 1986 года — начальник смены, ведущий инженер 5-й группы;
- 4 декабря 1987 года — командир 5-й группы;
- 26 февраля 1990 года — командир 3-й группы управления космическими полетами отряда космонавтов.
- 31 октября 1992 года — уволен в запас по возрасту.

С 1977 года учился на вечернем отделении Московского высшего технического училища им. Н. Э. Баумана, окончил его по специальности «Системы автоматического управления» и получил квалификацию «инженер-электромеханик».

## Смерть
Умер 21 марта 2002 года. Похоронен на кладбище деревни Леониха.